# Абдуррахман аль-Хазини
Абу-ль-Фатх Абдуррахман Мансур аль-Ха́зини (араб. أبو الفتح عبد الرحمن منصور الخازني‎, первая половина XII века) — видный среднеазиатский механик, физик, астроном, математик, философ и алхимик, ученик Омара Хайяма.

## Биография
Аль-Хазини по происхождению был византийским греком. Попал в рабство к сельджукам и был кастрирован. Его хозяином был Абу-ль-Хасан (Абу-ль-Хусейн) Али ибн Мухаммад аль-Хазин, который, судя по имени, был казначеем при дворе. Благодаря ему аль-Хазини получил блестящее математическое и философское образование.
По-видимому, аль-Хазини жил и работал в Мерве, который в то время был столицей Хорасана и где в 1097—1157 располагался двор сельджукского султана Санджара ибн Малик-шаха. В его честь аль-Хазини написал «Санджаров зидж» и соорудил гидростатические весы. Учителем аль-Хазини был Омар Хайям. Единственным его известным учеником является Хасан ас-Самарканди.
Источники говорят об аль-Хазини как об аскете, который в быту довольствовался немногим, одевался и питался очень скромно. Его диета состояла из двух лепёшек хлеба в день и мяса три раза в неделю. Известно, что он отослал назад вознаграждение в тысячу динаров, которое послала ему жена эмира Ладжи Ахур-бека. Такую же сумму ему преподнёс султан Санджар в честь окончания составленного им зиджа. Аль-Хазини не принял денег и сказал, что у него есть десять динаров, а на жизнь ему требуется три динара в год. Семьи у него нет, а из домашней живности — одна кошка.

## Научная деятельность

### Санджаров зидж
Составленный аль-Хазини около 1120 года «Санджаров зидж» (الزيج السنجاري‎) основан в значительной степени на наблюдениях автора. Это не обычный зидж, то есть не сборник астрономических таблиц, но систематическое изложение проблем астрономии и примыкающих к ней вопросов математики с доказательствами, с описаниями методики наблюдений и проверки данных. Зидж содержит хронологические таблицы, таблицы тригонометрических функций, таблицы функций сферической астрономии для широт Мерва и Багдада, уравнение времени, таблицы средних движений Солнца и Луны, таблицы движений планет, их соединений и противостояний, солнечного и лунного параллакса, звёздный каталог и т. д. При составлении тригонометрических таблиц аль-Хазини, вслед за аль-Бируни, использовал вторые разности, то есть применял квадратичное интерполирование.

### Книга весов мудрости
Трактат аль-Хазини «Книга весов мудрости» (كتاب ميزان الحكمة‎) представляет собой одно из наиболее значительных сочинений по механике, гидростатике и физике в средние века. «Весы мудрости» — это равноплечие рычажные весы с пятью чашами и передвижной гирей, с помощью которых можно взвешивать разные грузы в воздухе и в воде. Изобретателем таких весов аль-Хазини считает аль-Асфизари — своего предшественника в этой области.
I книга трактата посвящена теоремам о центре тяжести и архимедовскому учению о плавании тел. Здесь же описан ареометр, изобретённый Паппом Александрийским. Во II книге рассматривается теория рычага и весы-безмен. III книга представляет собой изложение трактата аль-Бируни об удельных весах. В IV и V книгах рассмотрены различные конструкции водных весов, предназначенных для определения удельного веса веществ. В первой части VI книги решается так называемая задача о взвешивании, то есть о нахождении набора из минимального числа гирь определённого достоинства для взвешивания максимального груза. Вторая часть VI книги посвящена применению «весов мудрости». В VII и VIII книгах описаны модификации весов, предназначенных для различных целей: точных разменных весов с тремя шкалами, весов для геодезических работ, астрономических «весов-часов».

### Трактат об инструментах
Короткий труд аль-Хазини под названием «Трактат об инструментах» (رسالة في الآلات‎) был обнаружен Айдыном Сайылы в библиотеке мечети Сипахсалар в Тегеране. Возможно, что он является ничем иным, как «Книгой об удивительных инструментах для наблюдения» (كتاب الآلات العجيبة الرصدية‎), о которой упоминали Ибн аль-Акфани, Ташкёпрю-заде и Кятиб Челеби. «Трактат об инструментах» состоит из семи частей, в каждой из которых описаны различные инструменты: трикветрум, диоптр, «треугольный инструмент», секстант (квадрант), «отражающее устройство», астролябия.

## Сочинения
- ал-Хазини. Книга весов мудрости // Из истории физико-математических наук на средневековом Востоке: Трактаты аль-Хазини, ал-Бируни, Ибн ал-Хусайна, аш-Ширази / Отв. ред. Г. П. Матвиевская. — М.: Наука, 1983. — С. 15—140. — 336 с. — (Научное наследство. Т. 6). — 3300 экз.